# 소키

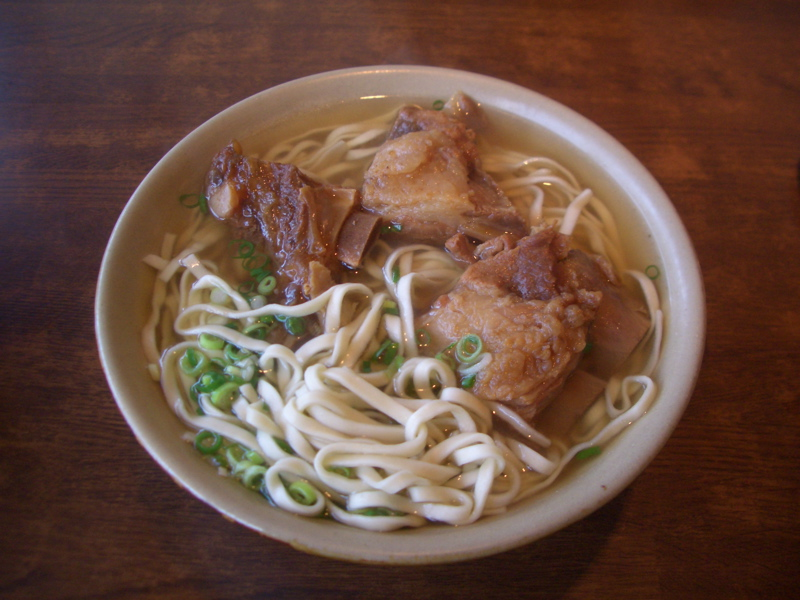
오키나와 소바의 소키

소키(ソーキ)는 오키나와에서 일반적으로 돼지의 날 안심을 말한다. 소키는 (보통 뼈가 없는) 연골이 붙어 있는 돼지 갈비 조림이다. 이것들은 오키나와 소바와 함께 제공된다.

## 요리

### 소키 소바
삶은 소키를 얹은 오키나와 소바이다. 소키는 여분의 지방을 제거하기 위해 먼저 끓인 다음 아와모리(고기를 부드럽게 하기 위해), 간장, 설탕을 섞어 3~4시간 동안 끓인다. 그런 다음 오키나와 소바 그릇에 담는다.

### 소키지루
소키, 다시마, 무를 넣고 소금과 간장으로 맛을 낸 수프이다. 소키는 먼저 삶아 여분의 지방과 물기를 제거한 다음 국물에 부드러워질 때까지 끓인다.
일본 본토에서 다시마는 보통 맛내기용으로만 사용하고 버린다.